# Erdei Sándor (üzletember)
Erdei Sándor (Debrecen, 1965. december 18. –) magyar és holland állampolgárságú
közgazdász, agrármérnök, üzletember.

## Életútja
Általános iskolai tanulmányait Nagylétán, középiskoláit a bencéseknél, Győrben és Pannonhalmán végezte. Érdeklődési körébe a vallástudomány mellett a természettudományok, a biológia és a kémia tartoztak, ez utóbbiakból felvételizett 1984-ben a Debreceni Agrártudományi Egyetemre, amelyet egyéves nagykanizsai sorkatonai szolgálat után kezdett meg.  Később kezdett érdeklődni a közgazdasági, illetve az üzleti pálya iránt, így 1989-ben megszakította magyarországi egyetemi tanulmányait és az egyesült államokbeli Rutgers Egyetemen tanult egy évig üzleti tudományokat, majd 1991-ben fejezte be a debreceni Kossuth Lajos Tudományegyetemet. A Magyar Tudományos Akadémiától, valamint a Tempus Közalapítványtól kapott ösztöndíjat MBA tanulmányaihoz 1991-ben, amelyet részben Maastrichtban (Hollandia) végzett, diplomáját 1993-ban szerezte meg. 1993 és 1996 között munka mellett végezte doktori tanulmányait vállalati gazdaságtanból.
1991 és 1993 között a Debreceni Polgármesteri Hivatalban dolgozott mint főelőadó, majd gazdasági ügyekkel foglalkozó referens. 1994 és 2005 között Hollandiában élt és dolgozott, mint a Development Bridge Head (DBH) Alapítvány, majd a DBH Holland igazgatója, illetve ügyvezetője. Meghatározó volt munkája során a külföldi működőtőke (FDI) Magyarországra hozatala, valamint a magyar regionális érdekek képviselete. 1998-tól kezdődően üzleti alapokra helyezték a cég működését, számos holland és nemzetközi érdekeltségű befektetést hozott az országba, a régióba, illetve mint magánbefektető is megjelent az 1990-es évek végétől. Hollandiai vállalkozása után kezdte el magyarországi cégét építeni. Ma a DBH Group tagvállalatai öt országban vannak jelen (Magyarország, Hollandia, USA, Szlovákia, Románia), tevékenységi körei: üzleti szolgáltatások, kockázati tőkebefektetés, illetve ingatlanpiac. Tőkebefektetéseik számos területen megtalálhatók: biotechnológia, ITC, high-tech iparágak. 2006-tól a DBH Group vezérigazgatója, a DBH Investment Zrt. elnök-vezérigazgatója, budapesti székhellyel.

## Családja, magánélete
Budapesten él, felesége ügyész, öt gyermekük van. Hobbija a családja mellett a nemzetközi üzlet, utazás, síelés, futball, borászkodás.

## Közéleti tevékenysége
Elnöke az AmCham Hungary kis- és középvállalkozások bizottságának, a Magyar Kockázati és Magántőke Egyesület etikai bizottságának, továbbá a Debreceni Innovációs és Műszaki Fejlesztési Alapítványnak mindezek mellett a Magyar Innovációs Szövetség elnökségi tagja, valamint tagja még a VOSZ Kereskedelmi és Szolgáltató Szekciójának. Emellett tagja a Bencés Diákszövetségnek és a Baross Gábor Nemzeti Gazdaságpártoló Társaságnak.

## Díjak, elismerések
2006-ban átvehette az Üzlet és Siker Minősített Vállalkozása első díját, , 2007-ben a Hajdú-Bihar megyei befektetések ösztönzéséért 
kamarai elismerő oklevelet kapott.
Elismerő oklevél az Invitel Innomax 2009 díj II. kategóriájában a „Innovatív, szolgáltatáslapú termékfejlesztés kis- és középvállalkozások számára Magyarországon és Kelet-Közép-Európában”.
II. helyezés az Európai Vállalkozási Díj 2009 - „Vállalkozások nemzetközi működésének támogatása” díjkategóriában a „DBH Üzleti Modell”-ért.
I. helyezés az Európai Vállalkozási Díj 2010-„Vállalkozások nemzetközi működésének támogatása” díjkategóriában a „DBH Üzleti Modell”-ért. 
Elismerő oklevél az Invitel InnoMax 2010 díj II. kategóriájában a - „Innovatív, szolgáltatásalapú termékfejlesztés kis – és középvállalkozások számára Magyarországon és Európában”  
Elismerő oklevél  az Invitel Innomax 2011 díjon „A DBH Üzleti Modell: innovatív, szolgáltatásalapú, nemzetközi piacra jutást támogató termékfejlesztés KKV-k számára„ 

## Interjúk
MTV Ma reggel c. műsora - Díjnyertes támogatási modell -2010. december 23. - 
Duna Televízió Váltó c. műsora - 2011. február 22. 
DBH invests €1.5 mln in cloud services provider Central Europe On-Demand - Budapest Business Journal- 2011. február 23.  Archiválva 2011. február 25-i dátummal a Wayback Machine-ben
A kemény munkában hisz – Manager Magazin – 2011. június 3. 
Megmozdult a kockázati tőke – Világgazdaság – 2011. június 15.
A mérnökeim már dolgoznak egy modellen - privatbankar.hu - 2011. augusztus 1. - 
Kockáztatnak- Népszabadság - 2011. október 19. - 
Útmutatás KKV-knak - computerworld.hu - 2011. november 17. - 
Bridging the SME-multinational divide – VOICE – December 2011 - 
Valódi innovációs szellemi központokra van szükség – Világgazdaság – 2012. május 10. - 
Egy hobbi és aki mögötte van - Manager Magazin - 2012. június - 
Kockázati tőke a sóbarlangban - MTV Megoldások Magazinja - 2012. június 6. - 